# 尚托罗
尚托罗（法語：Champtauroz）是瑞士联邦西部法语区的沃州下设的一个镇。在行政上属于布罗瓦-维利区管辖。尚托罗的总面积为3.05平方公里。截至2010年底，总人口为121。